# Raffaele Gadaleta
Raffaele Gadaleta (Ruvo di Puglia, 25 aprile 1922 – Ruvo di Puglia, 26 novembre 2010) è stato un politico e operaio italiano.

## Biografia
Nato a Ruvo di Puglia nel 1922, cresce nella sua città sotto il regime fascista esercitando le professioni di contadino, artigiano e operaio. Iscrittosi al Partito Comunista Italiano, nel primissimo dopoguerra organizza la sezione locale e le lotte bracciantili assieme al compagno e concittadino Giuseppe Gramegna, già sindaco e di lì a poco senatore. Negli anni cinquanta entra nella segreteria della Federazione provinciale del PCI, trovandosi a gestire la rivolta dei contadini e disoccupati andriesi del 18 luglio 1958, repressa con la forza dalla polizia. Gadaleta inizia la sua attività politica all'interno delle istituzioni venendo eletto consigliere provinciale del PCI nel 1962, continuando però ad occuparsi della sua città e dei problemi sociali ed economici legati all'agricoltura.
Il 7 marzo del 1963, Gadaleta si trova nuovamente a dover gestire una dura protesta dei braccianti, questa volta nella sua città natale. Circa mille contadini ruvesi, infatti, esasperati per l'inefficienza delle autorità e per il maltempo, accompagnato da gelate e abbattutosi per tre mesi sulle campagne, distruggendo il 50% degli ulivi e quasi tutti i mandorli, scendono in piazza stazionando per oltre dieci ore sotto palazzo Avitaja, sede del comune, reclamando aiuti economici e lavoro. La mediazione di Gadaleta e di altri politici locali, tra i quali l'onorevole comunista Mario Assennato, con l'amministrazione provinciale e la prefettura, riesce a convalidare le richieste dei manifestanti.
Ancora da consigliere provinciale si occupa dei problemi della viticoltura in terra di Bari e promuove la nascita di un comitato per l'agricoltura patrocinato dalla Provincia di Bari. Il 20 novembre 1964 è rieletto consigliere provinciale. Alle elezioni politiche del 1972, Gadaleta è l'unico senatore eletto nel collegio di Molfetta nel cartello PCI-PSIUP, con 35.523 voti. Viene rieletto senatore alle elezioni politiche del 1976, sempre tra le file del PCI. Nella sua attività parlamentare, continua ad occuparsi dei problemi legati all'agricoltura nel suo territorio d'origine. Muore nel 2010.